# 川野寿真
川野 寿真（かわの かずま、2007年5月2日 - ）は、日本の男子バドミントン選手。

## 経歴
2022年の全国中学校大会で男子シングルスで、決勝で前年王者の澤田修志を破って優勝。団体戦でもふたば未来中学校が優勝したため、2冠となった。
高校2年次後半からは1個下の山城政人とダブルスでもペアを組む。
3月のドイツ・ジュニア・インターナショナルの男子ダブルスで、埼玉栄高校の澤田修志とのペアで準優勝。
同月の全国高校選抜大会の団体戦では、ふたば未来高校の第1ダブルスと第2シングルスで出場。決勝の埼玉栄高校戦では、第1ダブルスで澤田修志 / 石井叶夢をストレートで破り、そのままチームを優勝に導いた。男子ダブルスでは、準決勝で前年の全日本ジュニア王者の吉次和義 / 根本舜生をファイナルデュースで破るが、決勝で埼玉栄高校の澤田修志 / 石井叶夢に敗れ準優勝となった。
2025年5月の日本ランキングサーキット大会では、1回戦でジェイテクトの村本竜馬をストレートで破り、2回戦では世界ランク59位と世界でも躍進している小川翔悟にファイナルデュースの大接戦を繰り広げた。